# Mart Minas
Mart Minas é uma rede de atacarejo brasileiro fundada por Murilo Martins em Divinópolis, Minas Gerais em 2000 que atua em 80% das regiões no estado. A rede atende cerca de 600 municípios apenas no estado de Minas. É também proprietária de 50% da Dom Atacadista, empresa atuante no estado do Rio de Janeiro.
Em 2010/2011 teve faturamento de 360 milhões de reais, ficando na nona posição atrás dos varejistas Villefort e Decminas, ambas atuantes no estado.

## História
Mart Minas atende principalmente pequenos empresários varejistas oferecendo preços mais baixos além de oferecer produtos unitários para consumidores finais. Um grande diferencial é que a rede não possui centro de distribuição, isso ficando a cargo de cada loja fazer a armazenagem dos produtos. Cada loja tem cerca de cinco- seis mil metros quadrados com dez mil itens.
Ela fornece produtos para cerca de 600 cidades de Minas Gerais, com cerca de 60 caminhões próprios no modelo paletizada.
Em março de 2022 anunciou a compra de cerca de 50% da empresa atacadista do Rio de Janeiro, Dom Atacadista por valor não divulgado. Juntas, as empresas faturam aproximadamente cerca de R$ 6,5 bilhões; valor que supera a nona maior rede de supermercados do país, a gaúcha Companhia Zaffari, de acordo com o ranking da Associação Brasileira de Supermercados (Abras) de 2021.

## Lojas
Com 45 lojas em cidades pólo como Alfenas, Araguari, Araporã, Araxá, Barbacena, Bom Despacho, Campo Belo, Conselheiro Lafaiete, Contagem, Divinópolis, Governador Valadares, Itabira, Itaúna, Ituiutaba, Janaúba, João Monlevade, Juiz de Fora, Lavras, Monte Carmelo, Montes Claros, Nova Lima, Pará de Minas, Paracatu, Passos, Patos de Minas, Patrocínio, Poços de Caldas, Pouso Alegre, Santana do Paraíso, São João del-Rei, Sete Lagoas, Teófilo Otoni, Três Corações, Ubá, Uberaba, Uberlândia, Unaí e Varginha, as lojas do Mart Minas atendem cerca de 600 cidades próximas a regiões onde estão inseridas.[carece de fontes?]